# Giacomo Antonelli
Giacomo Antonelli (Sonnino, 2 de abril de 1806-Roma, 6 de noviembre de 1876) fue un cardenal italiano, secretario de Estado de 1848 a 1876.

## Biografía

### Los orígenes
Giacomo Antonelli nació en una familia acomodada de Sonnino, pequeña población situada en la frontera de los Estados Pontificios y el Reino de las Dos Sicilias. Cuando su pueblo natal fue destruido por los gendarmes papales, por ser una conocida cueva de bandidos, se trasladó a Roma, donde entró en el seminario.
Antonelli apenas había sido ordenado diácono, cuando el papa Gregorio XVI lo quiso entre sus colaboradores. Ocupó sucesivamente el puesto de asesor del Supremo juez penal y posteriormente delegado en Orvieto, Viterbo y Macerata. En 1841 fue nombrado subsecretario de asuntos interiores; en 1844 tesorero segundo de las Finanzas y el año siguiente Gran Tesorero, equivalente a ministro de Hacienda. En tal cargo, con una hábil operación financiera, logró que el Estado Pontificio recuperase las posesiones de los bienes que pertenecían al "Appannaggio Leuchtemberg" (hasta 1814 "Appannaggio Beauharnais").

### Antonelli y los movimientos del 1848
Cuando Pío IX subió al trono pontificio, Antonelli participó activamente en las tentativas de reforma liberal emprendidas por el nuevo papa.
El papa Pío IX nombró a Antonelli cardenal en el consistorio del 12 de junio de 1847. Antonelli entró, de forma contemporánea, en el primer Consejo de Ministros, cuya misma formación constituía una apertura de Pío IX con arreglo a las reformas mencionadas. Cuando, posteriormente, en marzo de 1848, se llegó incluso a la formación de un gobierno mixto con miembros del clero y laicos, la presidencia fue encomendada a Antonelli.
Mientras que el 14 de marzo de 1848 el Papa proclamaba la constitución, Antonelli halagaba a la opinión pública, enviando a diez mil hombres al límite septentrional de los Estados Pontificios, con el fin de que se uniesen a los piamonteses que estaban intentando expulsar a los austríacos del Reino de Lombardía-Venecia.
Después de la capitulación de las tropas romanas el 16 de junio de 1848 en Vicenza, el papa, por presión de Antonelli aseguró, sin embargo, que las tropas no habían sido enviadas para combatir a los austriacos. Desde aquel momento persiguió el acercamiento con Austria y el restablecimiento de la situación anterior a las Revoluciones de 1848 y el inicio de la primera guerra de Independencia italiana. El malestar de la población por esta abjuración de la causa nacional fue tan amenazante para Roma que Antonelli y sus colegas debieron dejar paso a un nuevo ministro. Pío IX llamó en sustitución de Antonelli al príncipe Rossi.
Antonelli permaneció de todas formas como el conductor oculto de la política papal. Fue de hecho Antonelli el que, después del asalto del pueblo al palacio del Quirinal el 25 de noviembre de 1848, empujó al papa a huir a Gaeta, donde Antonelli sería premiado con el nombramiento de Secretario de Estado.

### La línea conservadora después de 1848
Después de la restauración del poder papal el 15 de julio de 1849 gracias a la intervención francesa, Antonelli, que había regresado a Roma con el papa, fue situado al frente del recién constituido Consejo de Estado. Desde ahí reorganizó la administración, persiguió a sus adversarios políticos e introdujo un régimen policial absolutista.
Todas las intimidaciones y los consejos de las potencias europeas a la moderación y a la introducción de las reformas necesarias fueron rechazados duramente por Antonelli. Él no otorgó, pues, ninguna concesión a los deseos de unificación nacional de los italianos, sino que incluso, ante las inminentes anexiones territoriales de los Estados Pontificios al recién constituido Reino de Italia, se manifestó con una serie de – siempre más impotentes– protestas. Con una serie de notas escritas sostuvo la línea eclesiástica de Pío IX, el cual se había vuelto, en el plano religioso y teológico, tan conservador como en el plano político.
Muchos mantienen que Antonelli, personaje frívolo y religiosamente indiferente, habría podido llegar a acuerdos conforme a la situación y con la evolución de los tiempos. También ha sido acusado de realizar actividades fraudulentas —incluida la apropiación indebida de activos— y de nepotismo: colocó a su hermano Filippo al frente de los Ferrocarriles de Roma y del Banco de Roma, a su hermano Luigi como jefe del suministro de alimentos de Roma y, además, adjudicó los mejores contratos a familiares y amigos. Algunas fuentes señalan que la corrupción habría llegado a su punto álgido durante la etapa de Antonelli como secretario de Estado.
Cuando Antonelli murió el 6 de noviembre dejó un ingente patrimonio, por lo que en su sucesión se abrió un proceso que provocó serios rumores, el cual se dividiría entre una presunta hija, la condesa Arzola Lambertini, y sus propios parientes.

### Antonelli en la literatura
La novela La Hija del Cardenal de Félix Guzzoni novela la vida del cardenal y el ambiente en Roma ante los intentos de unificación italiana. En ella el Cardenal se llama Nellianto, que es Antonelli escrito con sus sílabas invertidas. La novela, escrita en 1904, estuvo prohibida en Italia y España.